# قناع العروس (مسلسل)
قناع العروس (بـالكورية: 각시탈، بـالنقحرة اللاتينية: Gaksital) هو مسلسل دراما مِن إنتاج سنة 2012 عُرِضَ على كي بي إس 2 مبنيًا على المانهوا الكورية المشهورة بواسطة هو يانج-مان. تقوم الأحداث في سول بـكوريا خلال عصر احتلال اليابان لشبه الجزيرة الكورية ثلاثينيات القرن العشرين.
حبكة الدراما التلفازية عُدِّلَت تعديلًا طفيفًا عن الرواية المصورة الأصلية. تدور القصة حول رجل يُدعى لي كانج-تو، شرطي كوري مفوض بواسطة الشرطة اليابانية لخيانة بلاده ومساعدة اليابانيين على إبادة التمرد الكوري. وأثناء هذه المهمة، يواجه رجلًا ملثمًا سيئ السمعة الذي يستتر خلف قناع العروس الكوري التقليدي ليقاتل مِن أجل استقلال كوريا عبر اغتيال كبار الضباط اليابانيين. وبينما يطارد المحققون لكشف قناع العروس، تُفتَحُ عينيه ببطء على الأعمال الخائنة التي ارتكبها تجاه أبناء وطنه وبعد اكتشافه للحقيقة يستتر هو وراء القناع ليكشف اسرار الييابانيين ويفشل مخططاتهم ليعرف بذلك حبه الأول موك دان التي تقتل على يد كيموارا كينجي يوم زفافها مع كانك تو ويتمكن في آخر تالمطاف المقنع من تحرير جوسيون
ج. يلعب دور البطولة جو وون وكقيادات ومع شين هيون-جون كبطل مقنع مشهور للتمرد الكوري وأخو الشخصية الرئيسية.

## الحبكة
الأخوين، لي كانج-تو ولي كانج-سان، يعيشان في سول فترة ثلاثينيات القرن العشرين، مضطهدين تحت الحكم الياباني الإمبراطوري. كانج-تو، الأخ الأصغر، هو نجم لامع في قوات الشرطة ويعمل لدى الشرطة اليابانية للإمساك بالمقنع، والمقنع مقاتل غامض مِن أجل الحرية والذي يقاتل لنيل الاستقلال مرتديًا قناع عروس كوري. عندما تنقلب حياة لي كانج-تو لاحقًا رأسًا على عقب، يرتدي قناع العروس ويحارب الظلم ويصوب الأخطاء ضد اليابانيين أثناء واحدة من أظلم الفترات في تاريخ كوريا.

كيمورا شينجي هو معلم ياباني رقيق والذي أتى ليُدَرِّسَ في كوريا ضد رغبة والده. هو أعز أصدقاء كانج-تو ويتشاركان علاقة حب مع مربيته الكورية. ويقع أيضا في حب موك-دان الفتاة الوطنية بشراسة، وهي المرأة التي تحب لي كانج-تو، ويكون ذلك الانحراف الذي يبدأ بتحويله إلى شخص مظلمًا أكثر.

## فريق العمل
- جو وون في دور لي كانج-تو/ساتو هيروشي/لي يونج (اسم الطفولة)

شرطي ياباني كوري محترف يكرهه أهل بلده، والذين يسمونه خائن لوطنه. كانج-تو سيئ السمعة لكونه بلا قلب ولا يراعي مشاعر الآخرين. يصل لاحقًا إلى نقطة تحول، بعدما يصبح المقنع المعروف بـ"Gaksital" (التي تعني: «قناع العروس») الذي يقاتل لأجل استقلال كوريا.
- جين سي-وون في دور أوه موك-دان/ايستر/بونا (اسم الطفولة)

هي شابة وجزء من فرقة سيرك وهي ابنة دامساري، قائدة عسكرية مهمة لجيش الاستقلال. اسمها الحقيقي هو بونا، رغم أنها أيضا تدعى «ايستر» عندما كانت فتاة صغيرة، وقعت في حب الفتى الذي قطع لها وعدًا في لحظة من الحياة والموت بإيجادها. في السنوات التالية، تأتي مشتبهة في أن الرجل الذي خلف القناع هو حبها الأول، على الرغم من أنها تحتقر لي كانج-تو، والذي تعتبره عدوها اللدود.
- بارك كي-وونج في دور كيمورا شينجي

أعز أصدقاء كانج-تو. ياباني ينحدر مِن عائلة ساموراي بارزة ولكنه يختار أن يتحدى والده ويصبح معلم موسيقى للأطفال الكوريين. حبه الأول هي موك-دان، والذي يعرفها كـ«ايستر». نظرًا لظروف معينة، يقسم شينجي لاحقًا على قتل المقنع بكلتا يديه. والده كيمورا تارو يجنده في منظمة كيشوكاي، بدلًا مِن أخيه الأكبر، كيمورا كينجي.
- هان تشاي-آه في دور أوينو ري/لارا/تشاي هونج جو[3]

امرأة كورية قُتِلَت عائلتها الأرستقراطية بعدما رفضوا إرسال دعم نقدي لجيش الاستقلال. تيتمت، وفي سن التاسعة أصبحت طوعًا جساينج إلى أن تبناها رجل ياباني بارز رآها كارهةً شديدة لكوريا. تلقت تدريبًا عسكريًا وأصبحت جاسوسة المسئولة عن مهمة لقتل المقنع. ودون قصد تقع في حب لي كانج-تو، الذي تعشقه.
- شين هيون جون في دور لي كانج-سان/لي إن (اسم الطفولة)[4]

الأخ الأكبر لكانج-تو، المعروف بـ«أحمق القرية» بعدما عذبته الشرطة اليابانية لانضمامه لحركة الاستقلال، أدت إلى جعله معاقا ذهنيًا، أو هكذا اعتقدوا. أيًا كان، تحت كونه أحمق، يظهر ليكون المقنع. لاحقًا يصبح كانج-سان الدافع لتحول كانج-تو ليصبح المقنع.
- تشون هو جين في دور كيمورا تارو (رئيس مركز شرطة جونجنو - رئيس فرع جانسانج الخاص بيكشوكاي)
- سون يو ايون في دور سون هوا.[5]

## المشاهدات
| الحلقة | تاريخ البث الأصلي | متوسط حصة الجمهور | متوسط حصة الجمهور | متوسط حصة الجمهور | متوسط حصة الجمهور |
| الحلقة | تاريخ البث الأصلي | تقييمات TNmS      | تقييمات TNmS      | AGB نيلسن         | AGB نيلسن         |
| الحلقة | تاريخ البث الأصلي | على الصعيد الوطني | سيول              | على الصعيد الوطني | سيول              |
| ------ | ----------------- | ----------------- | ----------------- | ----------------- | ----------------- |
| 1      | 30 مايو 2012      | 12.6٪             | 12.8٪             | 12.7٪             | 13.3٪             |
| 2      | 31 مايو 2012      | 12.4٪             | 13.3٪             | 12.4٪             | 12.9٪             |
| 3      | 6 يونيو 2012      | 13.3٪             | 14.5٪             | 13.6٪             | 13.9٪             |
| 4      | 7 يونيو 2012      | 14.8٪             | 14.9٪             | 15.6٪             | 16.7٪             |
| 5      | 13 يونيو 2012     | 13.8٪             | 14.1٪             | 14.5٪             | 15.4٪             |
| 6      | 14 يونيو 2012     | 15.5٪             | 16.3٪             | 15.0٪             | 15.7٪             |
| 7      | 20 يونيو 2012     | 15.3٪             | 15.5٪             | 15.5٪             | 16.5٪             |
| 8      | 21 يونيو 2012     | 15.4٪             | 15.0٪             | 15.5٪             | 16.3٪             |
| 9      | 27 يونيو 2012     | 14.7٪             | 13.9٪             | 14.8٪             | 15.2٪             |
| 10     | 28 يونيو 2012     | 15.9٪             | 15.3٪             | 14.6٪             | 15.0٪             |
| 11     | 4 يوليو 2012      | 17.6٪             | 17.2٪             | 14.8٪             | 15.8٪             |
| 12     | 5 يوليو 2012      | 16.5٪             | 15.6٪             | 14.0٪             | 14.0٪             |
| 13     | 11 يوليو 2012     | 16.7٪             | 15.6٪             | 14.4٪             | 14.4٪             |
| 14     | 12 يوليو 2012     | 17.3٪             | 16.3٪             | 16.3٪             | 17.5٪             |
| 15     | 18 يوليو 2012     | 17.2٪             | 16.8٪             | 15.2٪             | 16.7٪             |
| 16     | 19 يوليو 2012     | 18.1٪             | 17.3٪             | 16.8٪             | 18.2٪             |
| 17     | 25 يوليو 2012     | 16.7٪             | 16.8٪             | 15.6٪             | 16.3٪             |
| 18     | 1 أغسطس 2012      | 16.9٪             | 16.3٪             | 18.0٪             | 18.2٪             |
| 19     | 8 أغسطس 2012      | 19.3٪             | 18.8٪             | 18.3٪             | 18.2٪             |
| 20     | 9 أغسطس 2012      | 20.6٪             | 20.6٪             | 19.5٪             | 19.8٪             |
| 21     | 15 أغسطس 2012     | 22.6٪             | 23.1٪             | 19.4٪             | 18.8٪             |
| 22     | 16 أغسطس 2012     | 21.9٪             | 22.4٪             | 19.7٪             | 19.5٪             |
| 23     | 22 أغسطس 2012     | 22.2٪             | 22.4٪             | 19.8٪             | 19.5٪             |
| 24     | 23 أغسطس 2012     | 22.3٪             | 22.9٪             | 20.3٪             | 20.2٪             |
| 25     | 29 أغسطس 2012     | 19.4٪             | 19.4٪             | 20.4٪             | 20.6٪             |
| 26     | 30 أغسطس 2012     | 22.8٪             | 22.9٪             | 21.4٪             | 21.7٪             |
| 27     | 5 سبتمبر 2012     | 24.3٪             | 26.1٪             | 21.5٪             | 21.9٪             |
| 28     | 6 سبتمبر 2012     | 27.3٪             | 27.7٪             | 22.9٪             | 23.2٪             |
| معدل   | معدل              | 18.0٪             | 18.0٪             | 16.9٪             | 17.3٪             |

## الجوائز والترشيحات
| عام                                    | جائزة                                             | الفئة                | مستلم       | نتيجة |
| -------------------------------------- | ------------------------------------------------- | -------------------- | ----------- | ----- |
| 2012                                   |                                                   |                      |             |       |
| جوائز الثقافة والترفيه الكورية العشرون | أفضل دراما                                        | قناع العروس          | رشح         |       |
| جوائز الثقافة والترفيه الكورية العشرون | أفضل دراما PD                                     | يون سونغ سيك         | رشح         |       |
| جوائز الثقافة والترفيه الكورية العشرون | جائزة التميز الأعلى، ممثل                         | جو وون               | رشح         |       |
| جوائز الثقافة والترفيه الكورية العشرون | جائزة التميز ممثل                                 | كيم إيونغ سو         | فوز         |       |
| جوائز الثقافة والترفيه الكورية العشرون | جائزة التميز ممثل                                 | لي بيونغ جون         | رشح         |       |
| جوائز الثقافة والترفيه الكورية العشرون | جائزة التميز ممثل                                 | جيون نو مين          | فوز         |       |
| جوائز الثقافة والترفيه الكورية العشرون | أفضل ممثل مساعد                                   | بارك كي وونغ         | رشح         |       |
| جوائز الثقافة والترفيه الكورية العشرون | أفضل ممثلة جديدة                                  | هان تشاي آه          | رشح         |       |
| جوائز الثقافة والترفيه الكورية العشرون | أفضل ممثلة جديدة                                  | جين سي يون           | رشح         |       |
| جوائز الثقافة والترفيه الكورية العشرون | أفضل ممثلة جديدة                                  | بان مين جونغ         | فوز         |       |
| أول جوائز K-Drama Star                 | جائزة التميز ممثل                                 | جو وون               | رشح         |       |
| أول جوائز K-Drama Star                 | جائزة التمثيل، ممثلة                              | جين سي يون           | رشح         |       |
| أول جوائز K-Drama Star                 | أفضل الأعمال المثيرة                              | قناع العروس          | فوز         |       |
| جوائز KBS الدرامية                     | جائزة التميز الأعلى، ممثل                         | جو وون               | رشح         |       |
| جوائز KBS الدرامية                     | جائزة التميز الأعلى، ممثل                         | تشون هو جين          | رشح         |       |
| جوائز KBS الدرامية                     | جائزة التميز، ممثل في مسلسل درامي                 | جو وون               | فوز         |       |
| جوائز KBS الدرامية                     | جائزة التميز، ممثل في مسلسل درامي                 | تشون هو جين          | رشح         |       |
| جوائز KBS الدرامية                     | جائزة التميز، ممثلة في مسلسل درامي                | جين سي يون           | رشح         |       |
| جوائز KBS الدرامية                     | جائزة التميز، ممثلة في مسلسل درامي                | هان تشاي آه          | رشح         |       |
| جوائز KBS الدرامية                     | أفضل ممثلة جديدة                                  | جين سي يون           | فوز         |       |
| جوائز KBS الدرامية                     | أفضل ممثل مساعد                                   | بارك كي وونغ         | فوز         |       |
| جوائز KBS الدرامية                     | أفضل ممثلة مساعدة                                 | كيم جونغ نان         | رشح         |       |
| جوائز KBS الدرامية                     | أفضل ممثل شاب                                     | كيم وو سوك           | رشح         |       |
| جوائز KBS الدرامية                     | أفضل ممثلة شابة                                   | كيم هيون سو          | رشح         |       |
| جوائز KBS الدرامية                     | جائزة أفضل زوجين                                  | جو وون وبارك كي وونغ | رشح         |       |
| جوائز KBS الدرامية                     | جائزة أفضل زوجين                                  | جو وون وجين سي يون   | رشح         |       |
| جوائز KBS الدرامية                     | جائزة الشعبية                                     | جو وون               | فوز         |       |
| 2013                                   | جوائز الجمعية الوطنية الثالثة عشرة لجمهورية كوريا | دراما العام          | قناع العروس | فوز   |

## روابط خارجية
- قناع العروس على موقع IMDb (الإنجليزية)
- قناع العروس على موقع نتفليكس (الإنجليزية)
- قناع العروس على موقع فيلمافينيتي (الإسبانية)
- قناع العروس على موقع كينوبويسك (الروسية)
- قناع العروس على موقع قاعدة بيانات الفيلم (الإنجليزية)

- موقع دراما عروس القناع الكورية الرسمي (بالكورية)
- قناع العروس على سينما هان